# Disparevnija
Disparevnija je boleč spolni odnos zaradi medicinskih ali psiholoških vzrokov. Ta termin se uporablja skoraj izključno za ženske, čeprav lahko nastane problem tudi pri moških. Vzroki so dostikrat reverzibilni, čeprav včasih trajajo dlje, vendar lahko ob odstranitvi vzroka pogosto odstranimo tudi bolečino.
Disparevnijo je treba vedno obravnavati najprej kot fizikalni vzrok in šele po izključitvi vseh fizikalnih vzrokov kot emocionalno. Pri večini primerov disparevnije obstaja tudi fizični vzrok bolečine. Le v ekstremnih oblikah ob katerih se muskulatura medeničnega dna krči »nehote« to stanje imenujemo vaginizem.

## Simptomi
Ko nastopi bolečina se pri ženski navadno zmanjša želja po užitku in vzburjenje se zmanjša. Zmanjšata se vlažnost in vaginalno razširjenje, prodiranje penisa postane boleče. Tudi po umiku vzroka bolečine lahko ženska še vedno občuti bolečino, ker jo pričakuje.
Disparevnijo lahko klasificiramo glede na čas, ko jo je ženska prvič začutila:
- znotraj dveh tednov - dostikrat zaradi bolezni ali poškodbe globoko v medeničnih organih
- po dveh tednih - originalni vzrok bolečine je lahko še vedno prisoten, kar pa ni nujno. Lahko vzrok tudi izgine, ženska pa ima še vedno bolečine, ki so povezane predvsem s pričakovanji, ki vodijo v suho in ozko vagino.

## Vzroki
Obstajajo številni vzroki disparevnije, npr. infekcija (kandidiaza, trihomonas, infekcije sečil, ...), tumor, kseroza (suha nožnica, še posebej po menopavzi). Lahko nastane tudi po primerih obrednega poškodovanja spolovil, ko pride zaradi brazgotinjenja do takega zoženja nožnice, da je vhod preozek za prodiranje.

## Zdravljenje
Disparevnijo zdravimo po naslednjih korakih:
- Treba je zbrati podrobne podatke o bolnici.
- Podrobno je treba preiskati spolne organe bolnice, da bi našli možen vzrok.
- Če najdemo vzrok, je treba bolnici tudi podrobno razložiti zakaj je do bolečine prišlo.
- Če se da, je treba odstraniti vzrok.
- Ženska naj uporabi večje količine lubrikantov, da bi bilo boleče draženje čim manjše. Z lubrikantom se ne sme ravnati varčno. Večje količine ga je treba nanesti na penis in vulvo. Ženska naj uporabi brisače, ki si jih da pod 'zadnjo plat', da se postelja ne zmoči.
- Ženska naj vzame penis v roke in sama kontrolira do kje sme moški prodreti.
- Partnerja morata v svoje spolno življenje dodati prijetna, spolno poživljajoča doživetja k svoji spolni praksi, recimo skupno kopanje (ob katerem ni cilj samo higiena), vzajemna nežnost brez penetracije, uporaba erotičnih slik, knjig. Take aktivnosti povečajo naravno vlaženje in vaginalno razširjanje, oboje zmanjša trenje in bolečino.
- Sprememba spolnega položaja, tako da ima ženska več kontrole nad penetracijo: maksimalna globina penetracije penisa nastane, ko ženska leži na hrbtu in medenico spodvije navzgor in da noge čez ramena moškega. Minimalna globina penetracije je takrat, ko se ženska uleže na hrbet in iztegne svoje noge na posteljo in jih stisne skupaj, noge moškega pa objamejo njene. Rahlo bolj prijetna je različica, ko se ženska vleže na trebuh in iztegne noge.

## Izvor
- Originalni tekst izvira iz dokumenta CDC v javni lasti PDF).